# مسجد كيراتون سامباس
مسجد كيراتون سامباس هو مجمع ومسجد في قصر سلطنة سامباس في منطقة سامباس في مقاطعة كالمنتان الغربية في إندونيسيا.

## التاريخ
جامع أو مسجد كيراتون سامباس يقع في قصر كان في الأصل منزل سلطان من سلاطين منطقة سامباس والذي كان يستخدم كغرفة صلاة، بناها السلطان عمر أقموالدين في سامباس في الفترة (1702 - 1727)، ثم تم تجديد المسجد من قبل ابنه السلطان محمد سيف الدين وتطورت إلى جامع ومسجد وافتتح في العاشر من شهر أكتوبر عام 1885، يلاحظ المسجد باعتباره أقدم مسجد في كالمنتان الغربية.

## العمارة
بلغ عدد الأعمدة في مسجد كيراتون سامباس ثمانية أعمدة بنيت من مؤسس المسجد السلطان عمر 8 و 14 عمود بنيت من السلطان محمد أحد ملوك مملكة سامباس، بني المسجد كله من الخشب .

## وصلات خارجية
- صورة المسجد وموقعه
- صور المسجد
- كتاب المساجد في اندونيسيا